# 리눅스 포맷
리눅스 포맷(Linux Format)은 영국 최초의 리눅스 전문 잡지였으며, 2013년 현재 영국에서 가장 많이 팔리는 리눅스 관련 잡지였다. 전 세계 여러 나라에도 수출되었다. 이 잡지는 퓨처 plc(다른 여러 컴퓨터 잡지를 발행함)에서 발행했다. 리눅스 포맷은 일반적으로 LXF로 약칭되었으며, 잡지 호수는 LXF 뒤에 호수 번호가 붙는 형식으로 불렸다(예: LXF102는 102호를 의미).
이 잡지는 1999년 리눅스 앤서스(Linux Answers)라는 이름의 단일 호 파일럿으로 시작했으며, 2000년 5월 리눅스 포맷으로 정식 발행을 시작했다. 편집자 닉 베이치, 아트 편집자 크리스 크룩스, 스태프 작가 리처드 드러먼드로 구성된 소규모 팀이 창간 및 제작을 담당했으며, 이들은 함께 잡지의 핵심 가치와 초기 디자인 외관을 만들었다.
리눅스 포맷은 이탈리아, 그리스, 러시아에서 번역판을 발행했다. 많은 잡지들이 전 세계로 수출되었는데, 주로 미국의 반스 & 노블 서점과 기타 대형 서점에서 판매되었다.
리눅스 포맷의 기사들은 정기적으로 심도 있는 연재물과 실용적인 튜토리얼을 통해 사용자들이 리눅스 운영체제와 관련 소프트웨어 애플리케이션 사용 기술을 배우고 확장할 수 있도록 했다. 독자들의 기고도 장려되었다.
리눅스 포맷은 영국 시장에서 리눅스 매거진의 영어판과 경쟁했으며, 2018년 9월에 발행이 중단된 리눅스 유저 앤 디벨로퍼와도 경쟁했다.
퓨처 퍼블리싱은 구독자들에게 마지막 호가 2025년 7월 LXF329호가 될 것이라고 알렸으며, 2025년 5월 9일 X 게시물을 통해 이를 공지했다. linuxformat. “Linux Format” (트윗). |날짜=가 없거나 비었음 (도움말)

## 내용
리눅스 포맷은 대부분의 컴퓨터 잡지에서 볼 수 있는 것과 유사한 내용을 포함했지만, 특히 리눅스 운영체제 사용자들을 대상으로 했다. 모든 수준의 사용자를 위한 리뷰, 총평, 기술 특집 기사 및 튜토리얼이 있었다.
이 잡지는 더 이상 전체 리눅스 배포판 및 기타 자유 소프트웨어가 포함된 DVD를 제공하지 않았다.

## 직원
이 잡지는 닐 모어가 편집했으며, 에프라인 에르난데스-멘도사(Efraín Hernández-Mendoza)가 아트 편집자, 조니 비드웰(Jonni Bidwell)이 기술 편집자, 크리스 토넷(Chris Thornett)이 운영 편집자로 구성된 팀이 함께 작업했다. 이전 스태프 멤버로는 그레이엄 모리슨(Graham Morrison), 앤드류 그레고리(Andrew Gregory), 마이크 사운더스(Mike Saunders), 벤 에버라드(Ben Everard)가 있었으며, 이들은 나중에 리눅스 보이스 매거진을 제작했다(이후 리눅스 매거진과 합병).

## 발행 주기
이 잡지는 연간 13회 발행되었다.

## 온라인 존재
리눅스 포맷은 독자들이 편집진 및 작가와 소통할 수 있는 포럼과 잡지 기사에 대한 광범위한 참조 섹션을 포함하는 전용 잡지 웹사이트를 운영했다. 2009년 2월, 리눅스 포맷 편집진은 TuxRadar를 출시했다. TuxRadar는 편집팀이 리눅스 뉴스를 인터넷에 올리는 주요 방법이 되었으며, 리눅스 포맷 웹페이지는 커뮤니티 중심으로 더욱 개편되었다.

## 같이 보기
- 리눅스 저널
- 리눅스 보이스
- 리눅스 유저 앤 디벨로퍼
- 리눅스 매거진